# Plymouth Reliant
Plymouth Reliant – samochód osobowy klasy średniej produkowany pod amerykańską marką Plymouth w latach 1981 – 1989.

## Historia i opis modelu

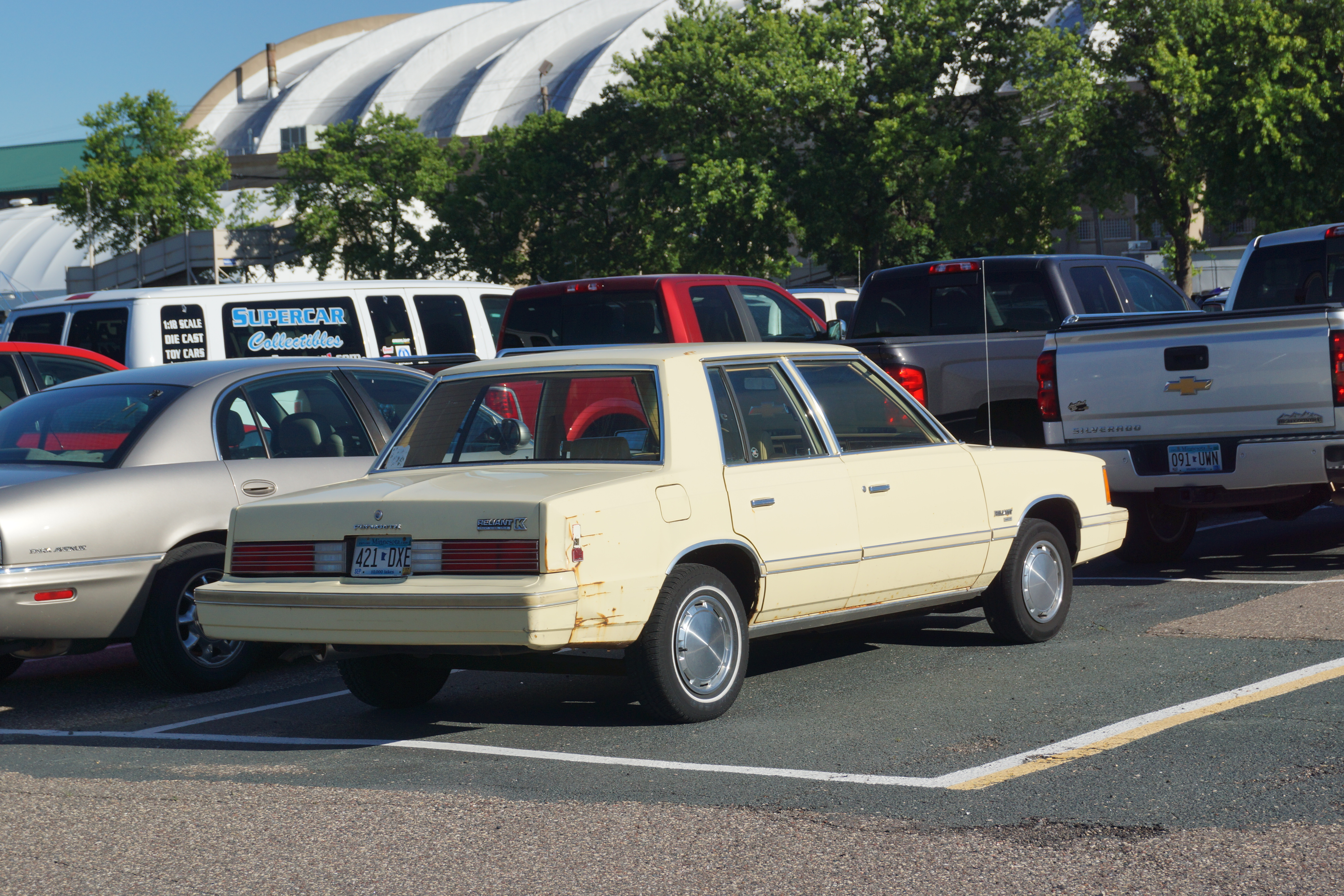
Plymouth Reliant - tył

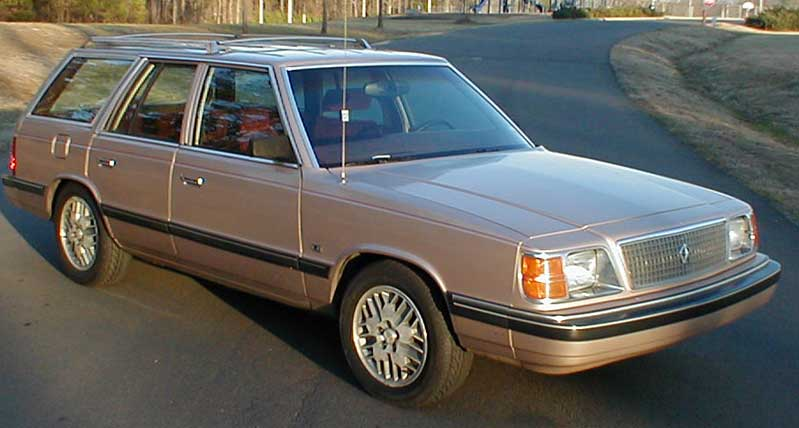
Plymouth Reliant Kombi

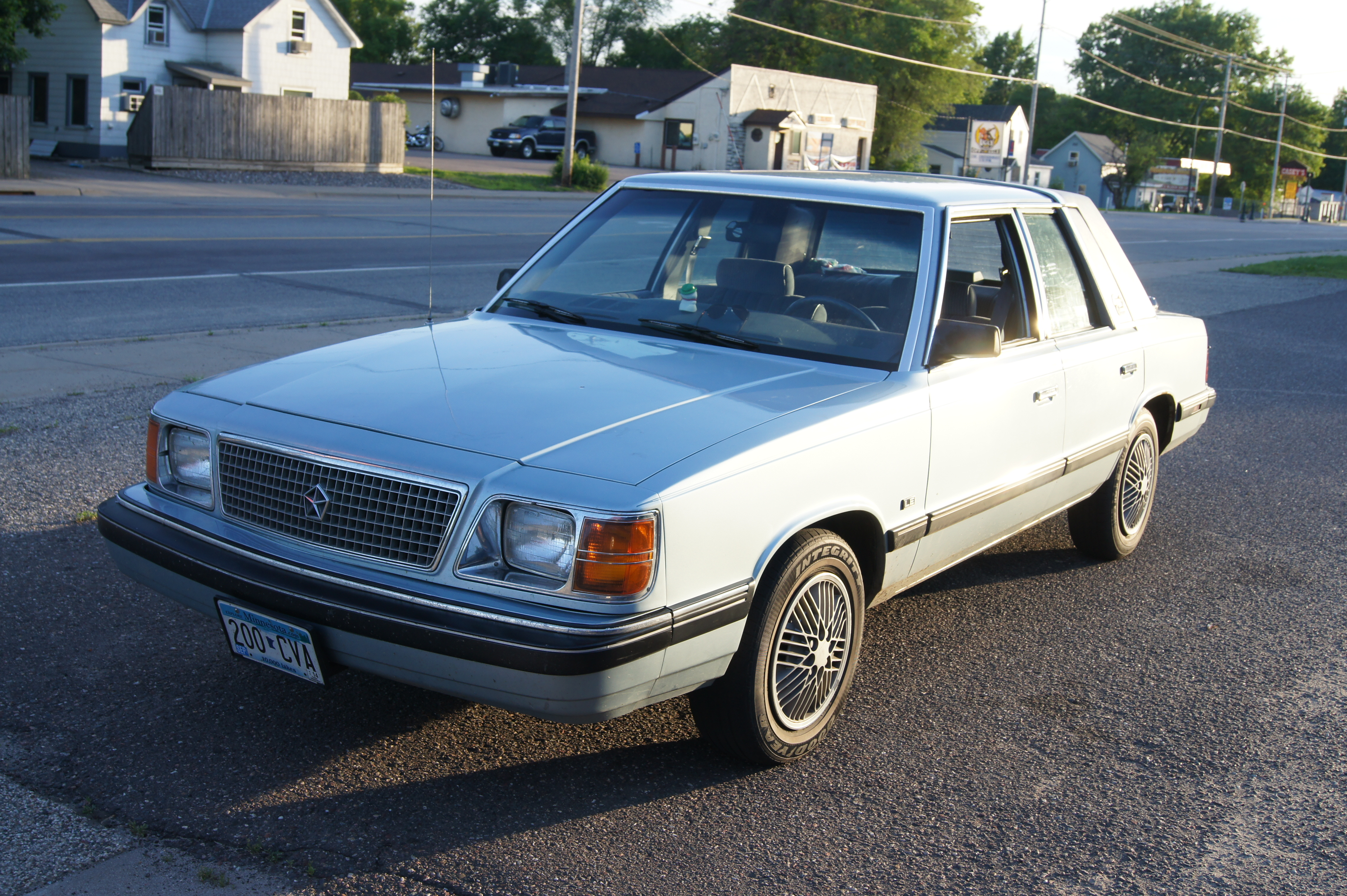
Plymouth Reliant po liftingu

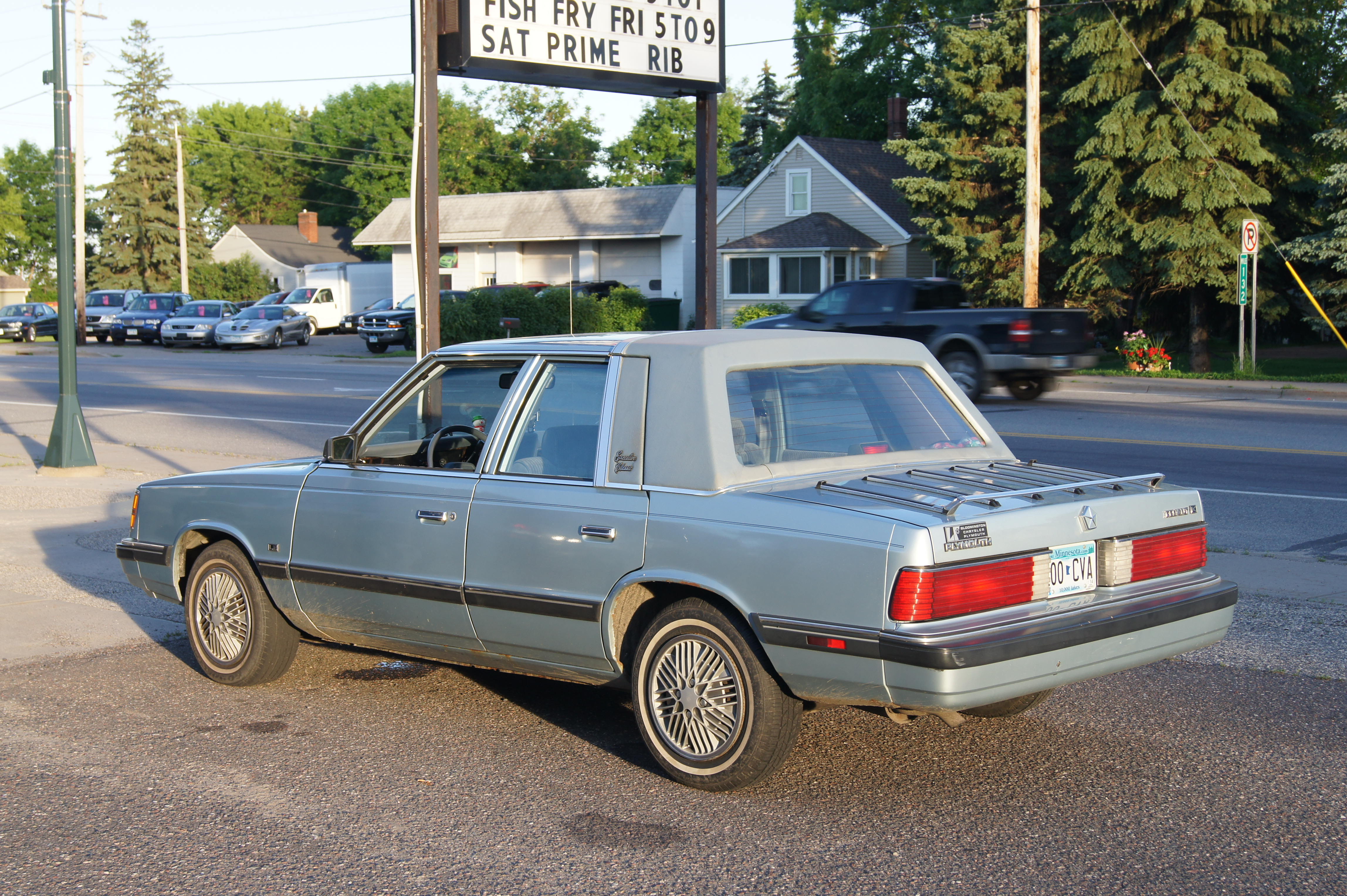
Plymouth Reliant - tył po liftingu

Plymouth Reliant poszerzył na początku lat 80. XX wieku ofertę producenta jako bliźniacza konstrukcja modelu Dodge Aries zbudowana w ramach koncernu Chrysler. Samochód został oparty na platformie K-body, plasując się w gamie Plymoutha tuż nad modelem Horizon jako następca większego Volaré.
Charakterystycznymi cechami wyglądu Plymoutha Relianta były masywne zderzaki wydłużające nadwozie, a także liczne kanciaste akcenty w nadwoziu. Pas tylny zdobiły wąskie, podłużne reflektory płynnie przechodzące we wnękę na tablicę rejestracyjną, z kolei przód dominowała duża chromowana atrapa chłodnicy.
Samochód dostępny było jako: 4-drzwiowy sedan, 5-drzwiowe kombi oraz 2-drzwiowe coupe. Napęd przenoszony był na koła przednie przez pięciobiegową manualną lub trzybiegową automatyczną skrzynię biegów. 

### Lifting
W 1984 roku Plymouth Reliant przeszedł gruntowną modernizację, w ramach której zmieniono wygląd nie tylko pasa przedniego, ale i tylnego. 
Zmieniono kształt reflektorów i lamp, zaokrąglono zderzaki i błotniki, a także zmodyfikowano inne panele nadwozia. Restylizacja objęła wszystkie wersje nadwoziowe.
Ponadto, modyfikacje objęły także wystrój kokpitu i gamę dostępnych jednostek napędowych. Pod tą postacią Plymouth Reliant pozostał w sprzedaży do 1989 roku, kiedy zastąpił go nowy model – Acclaim.

### Wersje wyposażenia
- Base
- Custom
- SE
- LE
- America

### Silniki
- L4 2.2l Chrysler K
- L4 2.5l Chrysler K
- L4 2.6l Mitsubishi